# Waltraud Schreiber
Waltraud Schreiber (* 1. März 1956 in Mühldorf am Inn) ist eine deutsche Geschichtsdidaktikerin und wirkte als Professorin an der KU Eichstätt.

## Leben
Waltraud Schreiber studierte an der LMU München zwischen 1974 und 1977 das Lehramt an Grund- und Hauptschulen sowie zwischen 1988 und 1995 erneut an der LMU München Geschichte, Didaktik der Geschichte und Bayerische Landesgeschichte im Rahmen ihres Promotionsstudiums. Zwischenzeitlich war sie von 1977 bis 1988 als Lehrerin an Grund- und Hauptschulen tätig.
An der LMU München war sie zunächst zwischen 1988 und 1994 Akademische Rätin z. A. und nach der Promotion 1994 dann Akademische Rätin auf Lebenszeit. 1999 folgte die Habilitation an der LMU mit einer Arbeit über die Schulreform in Hessen zwischen 1967 und 1982. Die curriculare Reform der Sekundarstufe I. Schwerpunkt: Geschichte in der Gesellschaftslehre.
Von 1999 bis 2022 war sie als Professorin für Theorie und Didaktik der Geschichte an der Katholischen Universität Eichstätt-Ingolstadt tätig. 2007 nahm sie einen Ruf an die Friedrich-Alexander-Universität Erlangen-Nürnberg nicht an. Von 2002 bis 2015 war sie Koordinatorin der Lehrerbildung und war maßgeblich an der Entwicklung für das modularisierte Lehramtsstudium an der KU Eichstätt („Lehramt plus“) beteiligt.
Sie initiierte das Comenius-Projekt FUER Geschichtsbewusstsein und steuerte zur Debatte um Kompetenzen im Geschichtsunterricht maßgebliche Beiträge bei.
Seit 2014 ist sie Mitglied im Vorstand der Bundesstiftung zur Aufarbeitung der SED-Diktatur.
Seit 2010 beschäftigt sie sich intensiv mit dem mBook-Projekt und gründete für die Produktion multimedialer Schulbücher zusammen mit Marcus Ventzke und Florian Sochatzy das Institut für digitales Lernen.

## Veröffentlichungen (Auswahl)
- Neuere geschichtsdidaktische Positionen und ihr Lebensweltbegriff. Versuch einer Präzisierung im Anschluss an die Phänomenologie Edmund Husserls. Dissertation.
- Die Schulreform in Hessen zwischen 1967 und 1982. Die curriculare Reform der Sekundarstufe I. Schwerpunkt: Geschichte in der Gesellschaftslehre. Habilitationsschrift.
- A. Körber, W. Schreiber, A. Schöner (Hrsg.): Kompetenzen historischen Denkens. Ein Struktur-Modell als Beitrag zur Kompetenzorientierung in der Geschichtsdidaktik. Kompetenzen. Grundlagen – Entwicklung – Förderung. Bd. 2. Neuried 2006, dort:
  - W. Schreiber, A. Körber, B. v. Borries, R. Krammer, S. Leutner-Ramme, S. Mebus, A. Schöner, B. Ziegler: Historisches Denken. Ein Kompetenz-Strukturmodell. S. 17–53. (Basisbeitrag)
  - W. Schreiber: Kompetenzbereich historische Fragekompetenzen. S. 155–193.
  - W. Schreiber: Kompetenzbereich historische Methodenkompetenzen. S. 194–235.
  - W. Schreiber: Kompetenzbereich historische Orientierungskompetenzen. S. 236–264.
  - A. Körber, J. Meyer-Hamme, W. Schreiber: Überlegungen zu Graduierungslogiken der Kernkompetenzen im Kompetenzbereich historische Orientierungskompetenz. S. 473–504.
  - W. Schreiber: Kompetenzorientierung als Ziel, Inhalt und Methode der (Geschichts-)Lehrerausbildung. S. 771–801.
- mit Carola Gruner: Raum und Zeit. Orientierung durch Geschichte. Neuried 2009, ISBN 978-3-89391-820-1

## Einzelbelege
1. ↑  Katholische Universität Eichstätt - Ingolstadt: „Zusammen geht etwas“: Abschiedssymposium von Geschichtsdidaktikerin Waltraud Schreiber. 18. Februar 2022, abgerufen am 11. Juli 2023.
2. ↑  Katholische Universität Eichstätt-Ingolstadt: Prof. Dr. Waltraud Schreiber. Abgerufen am 8. November 2020.
3. ↑  Modellversuch "Lehramtsgeeignete Studiengänge". .ku-eichstaett.de, archiviert vom Original am 23. April 2010; abgerufen am 10. Juni 2010.
4. ↑  Startseite. Institut für digitales Lernen, abgerufen am 8. November 2020 (deutsch).

| Personendaten    | Personendaten                                         |
| ---------------- | ----------------------------------------------------- |
| NAME             | Schreiber, Waltraud                                   |
| KURZBESCHREIBUNG | deutsche Geschichtsdidaktikerin und Hochschullehrerin |
| GEBURTSDATUM     | 1. März 1956                                          |
| GEBURTSORT       | Mühldorf am Inn                                       |